# 見積
見積（みつもり。見積り、見積もりとも書く）とは、金額・量・期間・行動を前もって概算すること。見積もること。あらましの計算をすること。また、その計算。目算。「所要時間を見積る」、「一日の来客者数をざっと見積もった」など、おおよその感覚で数字の見当をつける場合の口語体表現でも使われる。
以下の説明は、特に断りがない限りでは売買契約における見積を説明する。

## 概要
主に売買契約においてある製品の購入を検討する場合、購入者は予算を準備する必要があり、また適正な相場で購入する為の市場価格の指針も必要となる。その検討の資料とする為、売買契約の事前に販売業者へ価格を算出させる。販売業者は依頼を受け製品の購入やサービスに掛かる費用を前もって算出し、その金額（見積額）・計算書（それらを書面に記載したもの（証憑）を見積書（みつもり-しょ、みつもり-がき）と呼ぶ）を購入者へ提示する。仕入値に利益率を上乗せするだけで完成する見積もあるが、業種によっては作成自体に労力を伴う見積もある。しかし見積作成そのものの対価は依頼者に請求されない場合が多い。
言葉の用例として、
- 見積
  - 『両京里言考』(1868-70頃)で「おほたいづ 荒増の見積り見斗らひなどいはんやうのをり、おほたいづ何程などいふ」とある。
  - 『英和外交商業字彙』(1900、篠野乙次郎)「Estimate 見積」
  - 社会百面相 (1902、内田魯庵) 投機·六「此見積 (ミツモ)りの半分と見ても十分利益があるのです」
  - 『金』(1926、宮嶋資夫) 二四 「見積(ミツモ)り何十億円とか云ふ大金山を、越後に発見したと云ふ報道をさへさせた」など。
- 見積額
  - 行政代執行法 (1948) 三条において、「代執行に要する費用の概算による見積額を」と記載。
- 見積書
  - 覿面(1895、斎藤緑) で「このごろは他店の見積書を持て行けば一割安く借ることもできて」
  - 住宅-一号(1916)住宅改良会規則「毎年一回改良されたる住宅の設計間取図、写真、仕様書、見積書等を編纂して之を会員に配付す」
  - 『社会百面相』(1902、内田魯庵) 投機六「綿密に調べた損益概算見積 (ミツモ)り書(ガキ)」

等がある。

## 相見積
複数の業者から見積を取る事（見積書を提出してもらうこと）を相見積（あいみつもり）と呼ぶ。「合見積」とも表記することがある。口頭では短く「あいみつ」と表現されることがある。
相見積が行われる目的は複数挙げられる。例えば、最終的な発注・購入価格を抑えたい場合、似たような価格でも品質がより充実したものを選びたい場合、納期が短いものを選びたい場合が考えられる。見積もりを業者に行わせるということは即ち、見積の対象が、あらかじめ値札がついているような商品・サービスではなく、仕様の策定や、納期の設定などによって、はじめて価格が提示されうる性質を持つものとなる。
価格がある程度以上に大きな発注・購入を行うことになりそうな場合、一般に、相見積を行って比較・検討することになる。これは見積書を一社から提出させるだけでは、比較対象が無く、業者が提出してきた見積がその分野の妥当な価格なのか、それとも業者があわよくば利益を多めに確保しようと価格を標準より高めに提示しているのか判断がつきにくいためである。複数の業者から提出させることによって、ようやく購入者側は業者の提示したものを相対的に比較検討するようになる。最もお値打ちな価格を提示したり、似たような価格でも明らかに質（仕様や量など）が良い見積りを提出した業者を選定することで、購入者側は予算を引き下げたり出費を抑えたり、あるいは同価格でもより良い内容のものを購入することができるというメリットを享受できるのである。
また、購入担当者が業者と癒着して、個人へのリベートと引き換えに割高な購入をするなどの背任を防ぐために相見積もりが義務づけられることもある。
相見積もりは、組織が行う場合と、個人が行う場合とある。例えば、個人が財やサービス（家、自動車、機械、工事、等々）の発注・購入を実行しようとしている時など、特に入札などという制度を行わない場合であっても、見積を複数の業者から取っていれば相見積と呼ぶ。仮に、役所などで行われている入札制度という文脈に限定した際、品質・価格・納期等以外の不透明な判断を入れない場合は「相見積を取る」は「概ね価格で業者を選定する」ということになるので、競争入札とほぼ同義になる。
なお業者同士でこっそり結託して発注者に提示する価格を操作した場合、自由競争によって価格が形成されないということになり、談合行為となる。

### 相見積だけでは不十分なケース
相見積は、特定の製品や引越し・保険サービスなど、複数の業者間で提供する内容が同一かほぼ同等の内容であるときは比較しやすく、充分に役立つ。だが、同一製品や同等のサービスの見積であっても、送料無料やポイント還元などの有無や、補償内容の差異、サービスの質の差など、単純に価格だけで比較できない場合もあり、この場合は見積書の価格の項目だけでなく、価格以外の要素も含めて総合的に判断するのが賢いということになる。
デザインの意匠やイベントのプランニングなど、複数の業者から提示される内容自体が大幅に異なる場合、金額だけを検討材料にするのは不適当である為、随意契約やコンペ（Competition）と呼ばれる方式で、いくつかの基準を複合させて評価が行なわれる。

### ネット上の相見積
2006年の時点で、ネット上で相見積を行なうサイトが業種ごとに複数存在している。製品の販売価格を比較表示するサイトや、条件を一括入力し複数の登録業者から見積がメール送信されるサイトなどがある。

### あてみつ・すてみつ
発注者が複数の見積書を取ったにも関わらず、その比較を通じて客観的に発注先を選定をする気がない見積（つまり「出来レース」である場合のこと）を、ビジネス上の隠語であてみつ（当て馬の見積）あるいはすてみつ（捨てるだけで採用されない見積）と表現する事がある。
例えば、発注者 I は、（何らかの理由で）既に発注先の予定業者（以降A）を内定してしまっていて、単にAの見積価格が適正かを調べる為や、予算より高すぎる場合の減額交渉の材料として、同業者（以降B）から見積を取る場合がある。つまり、発注者が「相見積で発注先を決めますので、見積書を出してください」と業者に説明している場合でも、実際には価格を比較して発注先を決定するつもりはない場合もあるということである。この場合、Bの視点で見ると、提出する見積は単に利用されるだけで、Aよりお値打ちな価格や良い内容を提示しても受注する事は出来ない。またAの視点で見ると、見積作成時にあらかじめ期待していた売値や利益額は、交渉の対象とされることになる。この例で言えば、発注者 I はBを「あてみつ業者」として扱ったということになる。

## 標準的施工経費見積り
公共工事の予定価格は、公共工事発注者が競争入札または随意契約を実施するのに先立って作成する見積価格であるが、どのような前提で見積りをするのかが重要であり、入札合理化対策等では「予定価格は標準的な施工能力を有する建設業者が、それぞれの現場の条件に照らしても、最も妥当性があると考えられる標準的な工法で施工する場合に必要となる経費を基準として積算されるもの」であるとしている。つまり、公共工事を受注しようとする建設業者にとっては、通常であれば予定価格内で施工することは十分可能な契約予定額であり、逆にいえばそのような予定価格を決定すべきとなる。このような予定価格の範囲内で、入札参加者の中で個別に最も有利な者が落札者となる。